# Antidiabetik
Ántidiabétik ali hípoglikémik je zdravilo ali učinkovina za zdravljenje sladkorne bolezni. Kadar se tako zdravilo aplicira peroralno (z zaužitjem), gre za peroralni antidiabetik.
Pri zdravljenju sladkorne bolezni tipa 1 je nujno dajanje inzulina, medtem ko se pri bolnikih s sladkorno boleznijo tipa 2 uporabljajo peroralni antidiabetiki, kadar so celice β Langerhansovih otočkov v trebušni slinavki še sposobne sintetizirati inzulin.

## Inzulin
Inzulin se daje parenteralno (po navadi subkutano), saj po zaužitju razpade v prebavilih. Nekoč so ga pridobivali bodisi iz svinjskih bodisi govejih trebušnih slinavk, danes pa se uporablja humani inzulin, pridobljen s tehnologijo rekombinantne DNK.

## Peroralni antidiabetiki
Peroralni antidiabetiki spodbujajo izločanje inzulina iz trebušne slinavke (sekretagogni antidiabetiki), povečajo občutljivost obkrajnih tkiv na inzulin ali pa zavirajo absorpcijo glukoze iz prebavil. Uporabljajo se lahko kombinacije več zdravil z različnim mehanizmom delovanja, ki skupaj dosegajo sinergistični učinek.
Med peroralne antidiabetike spadajo:
- sekretagogni antidiabetiki (stimulirajo sproščanje inzulina iz celic β, tako da zavirajo na ATP občutljive kalijeve kanalčke v njihovih membranah)
  - sulfonilsečnine – spodbujajo izločanje inzulina iz trebušne slinavke in je zato za njihov učinek bistveno, da so Langerhansovi otočki funkcionalni. Prvi utrženi učinkovini iz te skupine sta bila tolbutamid in klorpropamid, drugo generacijo sulfonilsečnin pa predstavljajo npr. glibenklamid, glipizid, gliklazid;[4]
  - meglitinidi – so novejša skupina sekretagognih atidiabetikov, ki stimulirajo sproščanje inzulina iz celic β z delovanjem na drug receptor kot sulfonilsečnine. Mednje sodita repaglinid in nateglinid.[5]

- antidiabetiki, ki povečajo občutljivost na inzulin
  - bigvanidi – upočasnjujejo transport glukoze v celice in zmanjšujejo željo po hrani. Mednje sodi na primer metformin[2] in je za zdaj edini peroralni antidiabetik iz te skupine, ki je na tržišču. Za svoj učinek ne potrebuje funkcionalnih celic β;[4]
  - tiazolidindioni – zmanjšajo inzulinsko rezistenco v perifernih tkivih, vendar točen mehanizem delovanja ni poznan. Delujejo preko aktivacije specifičnih jedrnih receptorjev (s peroksisomskim proliferatorjem aktiviran receptor gama), kar vodi v povečano občutljivost za inzulin v jetrnih celicah, maščobnih celicah ter celicah skeletnih mišic živali.[3][6] Mednje spadajo troglitazon, rosiglitazon in pioglitazon.[7]
- zaviralci α-glukozidaze – predstavnik te skupin je akarboza, zaviralec encima α-glukozidaze v črevesju, ki upočasnjuje absorpcijo ogljikovih hidratov iz prebavil in s tem zmanjšuje porast krvnega sladkorja po zaužitem obroku.[4]

## Peptidni analogi
- Agonisti glukagonu podobnega peptida-1 (GLP-1) (inkretinski mimetiki) – vežejo se na membranski receptor za glukagonu podobni peptid 1[8] in posledično spodbudijo izločanje inzulina. Učinkovito znižajo krvni sladkor, znižujejo telesno težo (v povprečju za 2–4 kg) ter imajo majhno tveganje za hipoglikemijo.[9] Mednje spadajo:
  - eksenatid
  - liraglutid
  - liksizenatid
  - albiglutid
  - dulaglutid
  - semaglutid
- Zaviralci dipeptidil-peptidaze 4 (DPP-4) – izboljšanje urejenosti glikemije dosežejo preko povečanja količine aktivnih inkretinov, saj zavirajo encim DDP-4, ki sicer inaktivira inkretine. V to skupino spadajo:[10]
  - alogliptin
  - linagliptin
  - saksagliptin
  - sitagliptin
  - vildagliptin

## Glikozuriki
Glikozuriki so zdravila, ki povečajo izločanje glukoze s sečem; mednje spadajo zaviralci natrijevih glukoznih koprenašalcev 2 (zaviralci SGLT2). Zmanjšujejo hiperglikemijo z zmanjšanjem reabsorpcije glukoze v proksimalnih ledvičnih tubulih. Na ta način znižajo ledvični prag za izločanje glukoze in posledično povzročijo glukozurijo. Njihova učinkovitost ni odvisna od ohranjenosti funkcije β-celic trebušne slinavke. Mednje spadajo: 
- - kanagliflozin
  - dapagliflozin
  - empagliflozin